# Reserve (Montana)
Reserve es un lugar designado por el censo ubicado en el condado de Sheridan en el estado estadounidense de Montana. En el Censo de 2010 tenía una población de 23 habitantes y una densidad poblacional de 6,54 personas por km².

## Geografía
Reserve se encuentra ubicado en las coordenadas 48°36′9″N 104°28′3″O / 48.60250, -104.46750. Según la Oficina del Censo de los Estados Unidos, Reserve tiene una superficie total de 3.52 km², de la cual 3.52 km² corresponden a tierra firme y (0%) 0 km² es agua.

## Demografía
Según el censo de 2010, había 23 personas residiendo en Reserve. La densidad de población era de 6,54 hab./km². De los 23 habitantes, Reserve estaba compuesto por el 91.3% blancos, el 0% eran afroamericanos, el 4.35% eran amerindios, el 0% eran asiáticos, el 0% eran isleños del Pacífico, el 0% eran de otras razas y el 4.35% pertenecían a dos o más razas. Del total de la población el 0% eran hispanos o latinos de cualquier raza.